# Island Bend Pondage
Island Bend Pondage är en reservoar i Australien. Den ligger i delstaten New South Wales, i den sydöstra delen av landet, omkring 370 kilometer sydväst om delstatshuvudstaden Sydney. Island Bend Pondage ligger 1 201 meter över havet.
I omgivningarna runt Island Bend Pondage växer i huvudsak städsegrön lövskog. Runt Island Bend Pondage är det mycket glesbefolkat, med 3 invånare per kvadratkilometer. Genomsnittlig årsnederbörd är 1 117 millimeter. Den regnigaste månaden är februari, med i genomsnitt 168 mm nederbörd, och den torraste är juli, med 51 mm nederbörd.